# Jorge José Cherem
Jorge José Cherem – brazylijski zoolog współczesny. Pracownik naukowy Universidade Federal de Santa Catarimi we Florianópolis, w stanie Santa Catarina, w Brazylii

## Publikacje
- Cherem, J.J., J. Olimpio, i A. Ximenez. 1999. Descrição de uma nova espécie do gênero Cavia Pallas, 1766 (Mammalia–Caviidae) das Ilhas Moleques do Sul, Santa Catarina, Sul do Brasil. Biotemas 12:95–117.
- Cherem JJ i DM Perez. 1996. Mamíferos terrestres de floresta de araucária no município de Três Barras, Santa Catarina, Brasil. Biotemas 9:29-46.
- Cherem JJ, ME Graipel, ME Menezes i M Soldateli - Observações sobre a biologia do gambá (Didelphis marsupialis) na Ilha de Ratones Grande, Estado de Santa Catarina, Brasil 1996. Biotemas 9:47-56.
- Jorge J. Cherem, Paulo C. Simões-Lopes, Sérgio Althoff e Maurício E. Graipel - LISTA DOS MAMÍFEROS DO ESTADO DE SANTA CATARINA, SUL DO BRASIL; Mastozoología Neotropical, 11(2):151-184, wyd: SAREM, Mendoza 2004